# 天骄街道 (包头市)
天骄街道是中华人民共和国内蒙古自治区包头市东河区下辖的一个街道办事处。
2015年，内蒙古自治区人民政府批复同意将二里半街道更名为天骄街道，管辖范围、所辖居委会名称及街道办事处驻地均不变。

## 行政区划
天骄街道下辖以下村级行政区划单位：
东二里半社区、南二里半社区、顺达路社区、民航东路社区、三角线社区、站南路社区、北二里半社区和民航西路社区。